# Hu Džintao
Hu Džintao (kitajsko: 胡锦涛; pinjin: Hú Jǐntāo; mandarinska izgovorjava: [xǔ tɕìn.tʰáʊ]; rojen 21. decembra 1942) je upokojeni kitajski politik, ki je bil med letoma 2002 in 2012 generalni sekretar Komunistične partije Kitajske (KPK), med letoma 2003 in 2013 predsednik Ljudske republike Kitajske (LRK) in med letoma 2004 in 2012 predsednik Centralnega vojaškega odbora (CVO). Med letoma 1992 in 2012 je bil član Stalnega odbora politbiroja KPK, dejanskega najvišjega kitajskega organa odločanja. Hu je bil med letoma 2002 in 2012 vrhovni voditelj Kitajske.
Hu se je na oblast povzpel prek Komunistične partije Kitajske (KPK), zlasti kot sekretar komiteja partije za provinco Guizhou in avtonomne pokrajine Tibet, kjer je zaradi ostrega zatiranja drugače mislečih pridobil pozornost najvišjih krogov. Pod Džjang Dzeminom je napredoval do prvega sekretarja Centralnega sekretariata KPK in podpredsednika Ljudske republike Kitajske. Hu je bil prvi vodja Komunistične partije iz generacije, mlajše od tistih, ki so sodelovali v državljanski vojni in ustanoviti republiko. Njegov hiter vzpon so spodbujali vplivni sponzorji iz starejše generacije, med njimi Song Ping, Hu Jaobang, Deng Šjaoping in Džjang Dzemin.
Med svojim mandatom je Hu ponovno uvedel državni nadzor v nekaterih gospodarskih sektorjih, ki ga je prejšnja administracija sprostila, in bil konservativen pri političnih reformah. Skupaj s svojim kolegom predsednikom vlade Ljudske republike Kitajske Ven Džjabaom je Hu vodil skoraj desetletje dosledne gospodarske rasti in razvoja, ki sta Kitajsko utrdila kot svetovno velesilo. Znanstvena perspektiva razvoja, katere cilj je bil zgraditi »harmonično socialistično družbo«, ki bi bila uspešna in brez družbenih konfliktov, si je prizadeval izboljšati družbeno-gospodarsko enakost v državi. Pod njegovim vodstvom so oblasti tudi zatirale družbene nemire, proteste etničnih manjšin in disidente, kar je privedlo do številnih spornih dogodkov, kot so Nemiri v Tibetu leta 2008 in sprejetje zakona proti odcepitvi. V zunanji politiki se je Hu zavzemal za »mirni vzpon Kitajske«, si prizadeval za mehko moč Kitajske v mednarodnih odnosih in korporativni pristop k diplomaciji. V času Huovega mandata se je kitajski vpliv v Afriki, Latinski Ameriki in drugih regijah v razvoju povečal.
Hu je imel skromen in zadržan slog vodenja. Za njegov mandat sta bila značilna kolektivno vodenje in vladanje na podlagi soglasja. Zaradi teh lastnosti je bil Hu javnosti prava skrivnost. Njegova uprava je bila znana po tem, da se je bolj osredotočala na tehnokratske sposobnosti kot na osebnosti. Ob koncu svojega mandata je bil Hu pohvaljen, ker se je prostovoljno upokojil z vseh položajev. Nasledil ga je Ši Džinping.

## Zgodnje življenje, izobrazba in družina
Hu Džintao se je rodil 21. decembra 1942 v Taidžovu, provinca Džjangsu. Je neposredni potomec generala dinastije Ming, Hu Zongšjana, znanega po boju proti Voku, Japonskim piratom. Njegova družinska veja se je v generaciji njegovega dedka preselila iz okrožja Džiši v Anhuju v Taidžovu. Čeprav je imel njegov oče majhno podjetje za trgovanje s čajem, je bila družina razmeroma revna. Njegova mati je bila učiteljica in je umrla, ko je bil star sedem let, zato ga je vzgajala teta. Huovega očeta so med kulturno revolucijo obsodili, kar je (skupaj z njegovim razmeroma skromnim poreklom) očitno močno vplivalo na Huja, ki si je prizadeval očistiti očetovo ime.
Aprila 1964 se je pridružil Komunistični partiji Kitajske (KPK). Istega leta je diplomiral na univerzi Tsinghua po študiju raziskovanja postaj hidroelektrarn na Oddelku za inženirstvo vodnega gospodarstva. Julija 1965 je začel delati kot inženir.
Leta 1968 se je Hu prostovoljno prijavil v službo v Gansuju in sodeloval pri gradnji hidroelektrarne Liudžjašja. hkrati pa je vodil zadeve KPK za lokalno podružnico ministrstva za vodne vire in električno energijo. Med letoma 1969 in 1974 je delal za inženirski urad Sinohjdro.
Hu je poročen z Liu Jongčing, spoznal jo je na univerzi Tsinghua, ko sta tam študirala. Skupaj imata dva otroka, Hu Haifeng in Hu Haičing. V nasprotju s predsednikom vlade Ven Džiabaom se ni nikoli udeležil javnega intervjuja za medije.

## Zgodnja politična kariera
Leta 1973 je bil Hu premeščen na gradbeni oddelek v Gansuju kot sekretar. Naslednje leto je napredoval v namestnika partijskega sekretarja. Leta 1980 je Deng Šjaoping izvedel program »štirih preobrazb«, katerega cilj je bil ustvariti komunistične voditelje, ki bi bili »bolj revolucionarni, mlajši, bolj usposobljeni in bolj specializirani«. Kot odgovor na to vsesplošno iskanje mladih članov partije je Song Ping, prvi tajnik komiteja KPK Gansu (guverner province Gansu), odkril Hu Džintaa in ga povišal za več položajev do položaja namestnika vodje komiteja. V istem času je postal pomemben tudi drugi Songov varovanec, Ven Džjabao.
Leta 1982 je Hu napredoval na mesto sekretarja podružnice Zveze Komunistične mladine Gansu in bil imenovan za direktorja Vse - Kitajske zveze mladine. Njegov mentor Song Ping je bil premeščen v Peking kot minister za organizacijo Komunistične partije Kitajske in je bil pristojen za priporočanje, kandidiranje in napredovanje visokih kadrov. S podporo Hu Jaobanga in Deng Šjaopinga si je Hu zagotovil svetlo prihodnost v partiji. Na predlog Song Pinga je leta 1982 osrednji organ KPK povabili Huja v Peking, da bi študiral na Centralni Partijski poli Komunistične partije Kitajske. Kmalu zatem je bil premeščen v Peking in imenovan za sekretarja Zveze komunistične mladine Kitajske. Dve leti pozneje je Hu postal prvi sekretar centralnega komiteja in s tem njegov dejanski vodja. Med svojim mandatom v mladinski ligi je Hu spremljal Hu Yaobanga, ki je bil takrat generalni sekretar KPK, na obiskih po državi. Hu Yaobang, ki je bil tudi sam veteran iz lige mladih, se je ob Hujevi družbi lahko spominjal svoje mladosti.

### Vodenje stranke v Guižovu
Leta 1985 se je generalni sekretar komunistične partije Hu Yaobang zavzel, da bi Hu Džintaa premestili v Guidžov kot sekretarja komiteja Komunistične partie Kitajske. Hu si je prizadeval za izboljšanje gospodarstva v zaostali pokrajini in menda obiskal vseh šestinosemdeset okrožij. Čeprav je Hu na splošno veljal za poštenega uradnika, so imeli nekateri prebivalci raje njegovega predhodnika Džu Houzeja. Leta 1987 je Hu Džintao skrbno obravnaval proteste lokalnih študentov, ki so potekali vzporedno z Zidom demokracije, medtem ko je v Pekingu zaradi podobnih protestov Hu Jaobang prisilno odstopil. 

### Mandat v Tibetu
Deng Šjaoping je leta 1987 Hu Džaobanga zaradi njegovih »liberalnih« teženj odstranil, njegov odhod s političnega prizorišča pa je sprva veljal za neugodnega za Hu Džintaa, ki so ga starejši člani stranke kritizirali, ker se ni nestrinjal z odstavljenim reformatorjem. Leta 1988 je bil Hu Džintao premeščen na mesto sekretarja strankinega regionalnega odbora Avtonomne regije Tibet, hkrati pa je prevzel tudi vlogo političnega komisarja lokalnih enot Ljudske osvobodilne armade. S tem je Hu dejansko postal številka ena v tej obsežni, nemirni regiji. Številni Tibetanci že dolgo nasprotujejo vladni politiki v regiji. Prihajalo je do nemirov in etničnih konfliktov, zlasti do proti Hanom usmerjenih čustev med deli tibetanske etnične družbe. Do manjših spopadov je prihajalo že od leta 1987, in ko se je obseg nemirov povečal, se je Hu februarja 1989 odzval z napotitvijo približno 1 700 pripadnikov Ljudske vojaške policije v Laso, da bi jih posvaril pred nadaljnjimi nemiri. Tibetanski nemiri 1987-1993 so dosegli vrhunec s hudimi nemiri v središču Lase 5. marca 1989, pet dni pred 30. obletnico tibetanske vstaje iz leta 1959. Kaj se je zgodilo potem, je sporno. Uporniki so policijo obtožili, da jih je samovoljno ustrelila, policija pa je trdila, da je delovala v samoobrambi. Poleg tega so se pojavila ugibanja, da je Hu z ukazi za zatrtje protestnikov zavlačeval do poznega večera, ko je bil načelnik policije prisiljen ukrepati, ker so razmere ušle izpod nadzora. Protestniki so bili zatrti zgodaj naslednji dan, Hu pa je 8. marca zaprosil Peking, naj razglasi vojno stanje.
Hujeva vloga pri demonstracijah in nemirih 5. marca ni bila nikoli pojasnjena. Po splošnem protokolu je Hu moral vsaj posredno odobriti uporabo sile proti protestnikom, vendar je vprašanje, ali je 5. marca dejansko dajal ukaze, predmet razprave. Poleg tega John Tkacik navaja, da se je Hu z Vojaškim okrožjem Čengdu usklajeval, naj bodo enote v polni pripravljenosti, ko bodo razmere napredovale. Nekateri diplomatski analitiki so Hujevo brutalno uporabo sile povezali z zatiranjem aktivistov in študentov s protest na Trg Nebeškega miru, ki so se zgodili tri mesece pozneje. O tem, ali je Hu 4. junija zagotovil »navdih« za LOV, je mogoče razpravljati, vendar je bilo jasno, da si je Hu s svojimi dejanji v Lhasi prislužil pozornost brez primere v višjih slojih partijske oblasti, vključno z »vrhovnim voditeljem« Deng Šjaopingom. Ko so na Trg nebeškega miru zapeljali tanki, je bil Hu eden prvih regionalnih voditeljev, ki je javno izrazil podporo centralnim oblastem.

## Kandidatura
Pred odprtjem 14. nacionalnega kongresa Komunistične partije Kitajske leta 1992 so visoki partijski voditelji, med njimi Deng in Čen Jun, morali izbrati kandidate za Stalni odbor politbiroja Komunistične partije Kitajske, da bi zagotovili nemoten prehod oblasti s tako imenovane druge generacije voditeljev (Deng, Čen, Li Šjanian, Vang Džen itd. ) na voditelje tretje generacije (Džjang Dzemin, Li Peng, Čao Ši itd.) Deng je tudi predlagal, da bi razmislili o še enem kandidatu za nadaljnji prehod v prihodnosti, po možnosti o nekom, mlajšem od petdeset let, ki bi predstavljal naslednjo generacijo voditeljev. Song Ping je kot vodja organizacije Huja priporočil kot idealnega kandidata za bodočega vodjo. Tako je Hu Džintao tik pred svojim 50. rojstnim dnem postal najmlajši (oktobra 1992 je bil star 49 let) član sedemčlanskega stalnega odbora politbiroja in eden najmlajših članov Stalnega odbora politbiroja od prevzema oblasti Komunistične partije leta 1949.
Leta 1992 je Hu prevzel vodenje sekretariata Komunistične partije Kitajske, ki je nadziral vsakodnevno delovanje centralnega komiteja Komunistične partije Kitajske in centralne partijske šole, ki mu je služila za vzgojo lastnih podpornikov med višjimi kadri KPK. Hu je bil zadolžen tudi za ideološko delo KPK. Čeprav je Hu veljal za Džjangovega naslednika, je vedno zelo skrbel, da je bil Džjang v središču pozornosti. Konec leta 1998 je Hu spodbujal njegovo nepriljubljeno gibanje »Trije poudarki« (Three Stresses). »Stresni študij, stresna politika in stresni zdravi trendi« z govori, s katerimi ga je promoviral. Leta 2001 je objavil Džjangovo teorijo treh predstavnikov, s katero je Džjang upal, da se bo postavil na isto raven kot drugi marksistični teoretiki. Leta 1998 je Hu postal podpredsednik in Jiang je želel, da bi imel aktivnejšo vlogo v zunanjih zadevah. Hu je postal vodilni glasnik Kitajske med Natovo vombardiranje kitajskega veleposlaništva v Beogradu  leta 1999.

## Voditeljstvo
Po prevzemu položaja generalnega sekretarja centralnega komiteja na 16. nacionalnem kongresu Komunistične partije Kitajske leta 2002 sta Hu in njegov premier Ven Džiabao predlagala vzpostavitev harmonične socialistične družbe, katere cilj je zmanjšati neenakost in spremeniti slog politike »najprej BDP in nato blaginja«. Osredotočili so se na tiste skupine kitajskega prebivalstva, ki so bile zaradi gospodarskih reform zapostavljene, in opravili več odmevnih potovanj v revnejša območja Kitajske, da bi jih bolje spoznali. Hu in Ven Džiabao sta tudi poskušala Kitajsko odvrniti od politike, ki daje prednost gospodarski rasti za vsako ceno, in jo usmeriti k bolj uravnoteženemu pogledu na rast, ki vključuje dejavnike socialne neenakosti in okoljske škode, vključno z uporabo zelenega bruto domačega proizvoda pri kadrovskih odločitvah. Vendar je Džjangova klika ohranila nadzor na večini območij v razvoju, zato so Hujevi in Venovi ukrepi za makroekonomsko ureditev naleteli na velik odpor. Hu has also been mostly conservative on political reforms during his tenure.

### SARS kriza
Prva kriza Hujevega vodenja se je zgodila med izbruhom hudega akutnega respiratornega sindroma SARS leta 2003. Po ostrih kritikah Kitajske zaradi začetnega prikrivanja in počasnega odziva na krizo je odstavil več strankarskih in vladnih uradnikov, vključno z ministrom za zdravje, ki je podpiral Džjanga, in župana Pekinga, Meng Šuenonga, ki so ga imeli za Hujevega varovanca.

### Zunanje zadeve
V času Hujevega mandata se je kitajski vpliv v Afriki, Latinski Ameriki in drugih regijah v razvoju povečal. Prizadeval si je tudi za okrepitev kitajskih odnosov z Japonsko, ki jo je obiskal leta 2008. Prav tako je poslabšal kitajsko-ruske odnose od leta 1991 zaradi neizpolnjenih dogovorov.

## Politični funkcije

### Znanstveni pogled na razvoj
Politični opazovalci menijo, da se je Hu razlikoval od svojega predhodnika tako na področju notranje kot zunanje politike. Hujevo politično filozofijo v času njegovega vodenja povzemajo tri gesla: »Harmonična socialistična družba« na nacionalni ravni in »Miroljuben razvoj« na mednarodni ravni, pri čemer je pri prvem pomagal Koncept znanstvenega razvoja, ki išče celovite rešitve za številne gospodarske, okoljske in družbene probleme, v notranjih krogih pa priznava potrebo po previdnih in postopnih političnih reformah. Doktrina znanstvenega razvoja je bila zapisana v Komunistično partijsko in državno ustavo na 17. nacionalnem kongresu Komunistične partije Kitajske oziroma 2008.nacionalnem ljudskem kongresu. Vloga partije se je spremenila, kot jo je oblikoval Deng Šjaoping in izvedel Džjang Dzemin, in sicer iz revolucionarne v vladajočo stranko. V času svojega mandata je nadaljeval modernizacijo partije, pri čemer je pozival k »napredku« partije in njeni večji preglednosti pri upravljanju.
Po Hujevem mnenju iz teh filozofij izhaja država s sistematičnim pristopom k nacionalni strukturi in razvoju, ki združuje dinamično gospodarsko rast, prosti trg, ki ga spodbuja močan »nejavni« (tj. zasebni) sektor, strog politični in medijski nadzor, osebne, vendar ne politične svoboščine, skrb za blaginjo vseh državljanov, kulturno razsvetljenstvo in sinergijski pristop do različnih družbenih vprašanj (perspektiva znanstvenega razvoja), kar po Hujevi viziji vodi v »harmonično socialistično družbo«. Po mnenju kitajske vlade so te filozofije, ki so ustvarile nov »kitajski model« upravljanja, legitimna alternativa zahodnemu »modelu demokracije«, zlasti za države v razvoju. Po Hujevih besedah bi morali »harmonično socialistično družbo zaznamovati demokracija, pravna država, enakost, pravičnost, iskrenost, prijateljstvo in vitalnost. Takšna družba bo po njegovih besedah omogočila popoln izkoristek talentov in ustvarjalnosti ljudi, omogočila vsem ljudem, da si delijo družbeno bogastvo, ki sta ga prinesla reforma in razvoj, ter vzpostavila še tesnejši odnos med ljudmi in vlado. Hu je celo poudaril, da lahko verske skupnosti prispevajo h gospodarskemu in družbenemu razvoju pod geslom »Gradnja harmonične socialistične družbe«.
Leta 2004 je Hu pokazal nekaj brez primere in ukazal vsem kadrovskim predstavnikom petih glavnih oblastnih funkcij, naj prenehajo s tradicijo letnega poletnega srečanja v obmorskem okrožju Beidaihe, ki je pred tem veljalo za srečanje vladajočih elit, tako sedanjih kot starejših kadrov, na katerem se odloča o usodi Kitajske, in tudi za nepotrebno zapravljanje javnih sredstev. Kitajska javnost je to potezo razumela kot simbol Hujevega odnosa do korupcije.
Junija 2007 je imel Hu pomemben govor na Centralni partijski šoli Komunistične partije Kitajske, ki je nakazoval njegov položaj moči in njegove vodilne filozofije. V govoru je Hu z zelo populističnim tonom nagovarjal navadne Kitajce in resno opozoril na nedavne izzive, s katerimi se Kitajska sooča, zlasti v zvezi z razlikami v dohodkih. Poleg tega je opozoril na potrebo po »večji demokraciji« v državi.

### Tajvan
Na začetku svojega vodenja se je Hu soočil z nasprotnikom, ki se je zavzemal za neodvisnost, takratnim predsednikom republike Kitajske Čen Šuibianom. Čen je pozval k pogovorom brez kakršnih koli predpogojev in zavrnil soglasje iz leta 1992. Čen Šuibian in Demokratična napredna stranka sta še naprej izražala končni cilj neodvisnost Tajvana in dajala izjave o političnem statusu Tajvana, ki so po mnenju LRK provokativne. Hujev začetni odziv je bil kombinacija »mehkega« in »trdega« pristopa. Po eni strani je Hu izrazil pripravljenost za pogajanja o številnih vprašanjih, ki zadevajo Tajvan. Po drugi strani pa je še naprej zavračal pogovore brez predpogojev in ostal zavezan kitajski združitvi kot končnemu cilju. Čeprav je Hu pokazal nekaj znakov večje prožnosti glede političnih odnosov s Tajvanom, kot v svoji izjavi z dne 17. maja, kjer je ponudil obravnavo vprašanja »mednarodnega življenjskega prostora« za Tajvan, je Hujeva vlada ostala trdna pri svojem stališču, da LRK ne bo tolerirala nobenega poskusa Tajvanske vlade, da bi razglasila pravno neodvisnost od Kitajske.
Po Čenovi ponovni izvolitvi leta 2004 je Hujeva vlada spremenila taktiko in začela izvajati politiko prepovedi stikov s Tajvanom zaradi Čenovih in DPP-jevih nagnjenj k neodvisnosti in zavračanja soglasja iz leta 1992. Vlada je še naprej krepila vojsko proti Tajvanu in izvajala odločno politiko diplomatske izolacije Tajvana. Marca 2005 je Nacionalni ljudski kongres sprejel Zakon proti odcepitvi, ki je formaliziral »nemirna sredstva« kot možnost odgovora na razglasitev neodvisnosti Tajvana.
Hujeva vlada je okrepila stike s Kuomintangom (KMT), nekdanjim nasprotnikom v kitajski državljanski vojni, ki je še vedno glavna stranka na Tajvanu. Okrepljeni stiki so dosegli vrhunec z obiski Pan-Blue 2005 na celinski Kitajski, vključno z zgodovinskim srečanjem med Huom in tedanjim predsednikom KMT Lien Čanom aprila 2005. To je bilo prvo srečanje med voditeljema obeh strank po koncu druge svetovne vojne.

### Moralno vodenje
Marca 2006 je Hu Džintao kot odgovor na številne družbene probleme na Kitajskem izdal »Osem časti in osem sramot« kot zbirko moralnih kodeksov, ki naj bi jih Kitajci upoštevali, in poudaril, da je treba to sporočilo razširiti med mladimi. Znan je tudi pod imenom »Osem časti in sramot« in je vseboval osem pesniških vrstic, ki so povzemale, kaj bi moral dober državljan imeti za čast in kaj za sramoto. Na splošno velja za eno od Hu Džintajevih ideoloških rešitev za zaznano naraščajoče pomanjkanje morale na Kitajskem, potem ko so kitajske gospodarske reforme pripeljale generacijo Kitajcev, ki se je ukvarjala predvsem z zaslužkom in močjo v vse bolj krhkem družbenem sistemu.
Za kitajske komunistične voditelje je postalo pravilo, da sami prispevajo marksistično-leninistični teoriji. Ali je to Hujev prispevek k Marksistično-Leninistični teoriji, je sporno, vendar je bil njegov splošni sprejem v kitajski javnosti zmeren. Vendar je njena promocija vidna skoraj povsod: na plakatih v razredih, transparentih na ulicah in elektronskih tablah za pripravo olimpijskih iger leta 2008 in svetovne razstave Expo 2010 v Šanghaju. Kodeksi se razlikujejo od ideologij njegovih predhodnikov, in sicer od Džjangovih Treh predstavnikov, Dengove teorije in Maove misli, saj je bil poudarek prvič preusmerjen na kodifikacijo moralnih standardov v nasprotju z določanjem družbenih ali gospodarskih ciljev.

## Dediščina
Hu je vodil desetletje vztrajne gospodarske rasti, vodil Kitajsko skozi vihar finančne krize konec leta 2000, relativno brez škode in močno povečal mednarodni ugled Kitajske. Hujevi dosežki vključujejo posodobitev kitajske infrastrukture, izstrelitev prve kitajske vesoljske sonde s človeško posadko in sponzoriranje dveh uspešnih mednarodnih dogodkov: olimpijskih iger v Pekingu leta 2008 in razstave Expo v Šanghaju leta 2010. Poleg tega je Hujev »mehki pristop« do Tajvana, ki je sovpadal z izvolitvijo vlade Kuomintanga v Tajpeju, izboljšal odnose med celinsko Kitajsko in Tajvanom. Med Hujevim mandatom sta se trgovina in stiki med obema stranema znatno povečala. Poleg tega sta Hu in premier Ven Džjabao s svojimi populističnimi politikami dosegla odpravo kmetijskih davkov za kmete, prožnejšo politiko do delavcev migrantov, ki živijo v mestih, bolj uravnotežen razvoj med obalnimi regijami in zaledjem, uveljavitev minimalne plače v mestih ter spodbujanje trajnostne in cenovno dostopne stanovanjske gradnje. Odziv na javnozdravstveno krizo SARS in obsežna širitev reforme zdravstvenega varstva na Kitajskem za državljane s srednjimi in nizkimi dohodki sta Huju prinesla priznanja na domačem trgu. Na splošno je kitajska javnost te politike dobro sprejela.
Hujeva politika strogega boja proti korupciji je prinesla mešane rezultate. Čeprav je bilo nekaj poskusov povečanja preglednosti izdatkov uradnih organov in birokratov, globoko zakoreninjena sistemska vprašanja, ki so prispevala k rasti korupcije, niso bila rešena. Poleg tega je obsežen korupcijski škandal, ki je kmalu po Hujevem odhodu s položaja zajel vojsko, pokazal, da Hu ni mogel odpraviti zakoreninjenih interesov v vojski. Hu je v svojem govoru ob odhodu na 18. partijskem kongresu poudaril, da bi lahko imela nenadzorovana korupcija uničujoče posledice za stranko in državo. Poleg tega so Hujevo vztrajanje pri cenzuri in omejevanju svobode govora močno kritizirale organizacije za človekove pravice in zahodne vlade, medtem ko so umetniki in pisatelji v državi očitali večje omejitve kulturnega izražanja med Hujevim mandatom. Čeprav je Hu v prvih letih svojega mandata poskušal uvesti obliko »znotrajstrankarske demokracije«, ki je zahtevala večje sodelovanje nižjih članov pri določanju politike in izbiri vodstva, je bilo le malo dokazov o pomembnih spremembah v strukturi vodenja stranke in postopku odločanja.
Odločanje na podlagi soglasja je postalo značilnost Hujeve dobe. Hu ni bil nikoli močan človek, ni vladal s pestjo in je bil pogosto obravnavan kot prvi enakopravni s svojimi sodelavci stalnega odbora politbiroja. Nekateri so kitajsko politično sceno v Hujevem obdobju označili za »devet zmajev, ki krotijo vodo« (九龙治水), to je devet članov političnega sveta, ki vsak upravlja s svojim posestvom. Poleg tega se Hu ni soočal le z množico posebnih interesnih skupin in političnih frakcij znotraj stranke, ampak je njegovo sposobnost izvajanja usklajenega programa omejeval tudi vpliv nekdanjega voditelja Džjang Dzemina. Zato se razpravlja o tem, koliko moči je imel Hu osebno za doseganje sprememb. Kljub temu je bil Hu v okviru sistema, v katerega je bil postavljen, priznan kot učinkovit posrednik in ustvarjalec soglasja. Hu je bil pohvaljen tudi zato, ker je odstopil s položaja vojaškega vodje v korist svojega naslednika Ši Džinpinga in se hkrati odpovedal položaju generalnega sekretarja. To je veljalo za sporočilo establišmentu in Džjang Dzeminu, da se morajo starejši upokojiti v skladu s protokolom in se izogibati vmešavanju v zadeve svojih naslednikov. Kljub tej njegovi drži pa ga je njegov naslednik ob koncu 20. kongresa KPK oktobra 2022 ponižal, ko ga je dal vsem na očeh odpeljati iz dvorane s častnega mesta levo od Šija, čemur se je Hu celo nekoliko upiral.